# TELMAG

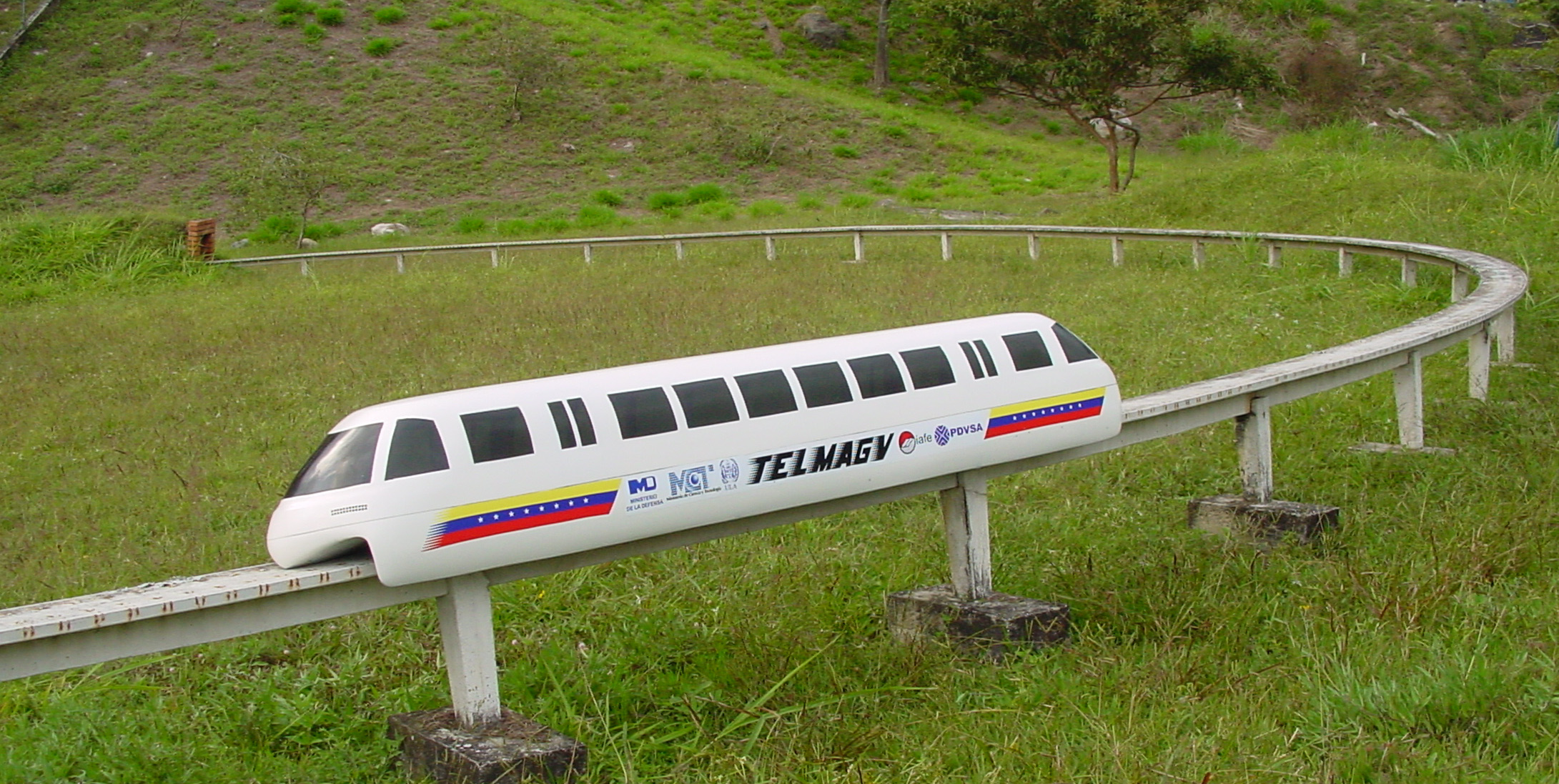
Prototip de Tren Electromagnètic

El Tren Electromagnètic és un Projecte iniciat en l'Institut Veneçolà d'Investigacions Científiques (IVIC) en l'any 1967 i posteriorment desenvolupat en la Universitat dels Andes a Veneçuela. El TELMAG és un sistema electromagnètic de transport massiu terrestre, no rodant, que no requereix la fricció mecànica per a la seva propulsió i guia com els trens convencionals.

## Descripció
La idea fonamental d'aquest sistema consisteix a utilitzar un Motor Lineal de Reluctancia para la seva propulsió, guia i sustentació. Aquest motor utilitza les mateixes forces electromagnètiques que propulsan als motors rotatius, només que en comptes d'utilitzar una transmissió per a aplicar el parell a les rodes, aplica aquestes forces electromagnètiques directament entre el vehicle i el rail, la qual cosa disminueix considerablement la fricció i el desgast mecànic. A més a més, no posseïx limitació en pendents, ja que no requereix una fricció roda – rail per a la seva propulsió.

## Història del Projecte
En l'any 1967, tres investigadors del l'Institut Veneçolà d'Investigacions Científiques (IVIC) inspirats per la difícil topografia del país, van iniciar la recerca d'un sistema de tracció més eficient, que pogués remuntar forts pendents, com per exemple les del tram Caracas – La Guaira, que en una distància de tan sols 10 km presenta un desnivell de 800m. Aquest tram és de vital importància per a Veneçuela degut al fet que a La Guaira es troben el principal port i l'aeroport més importants del país.

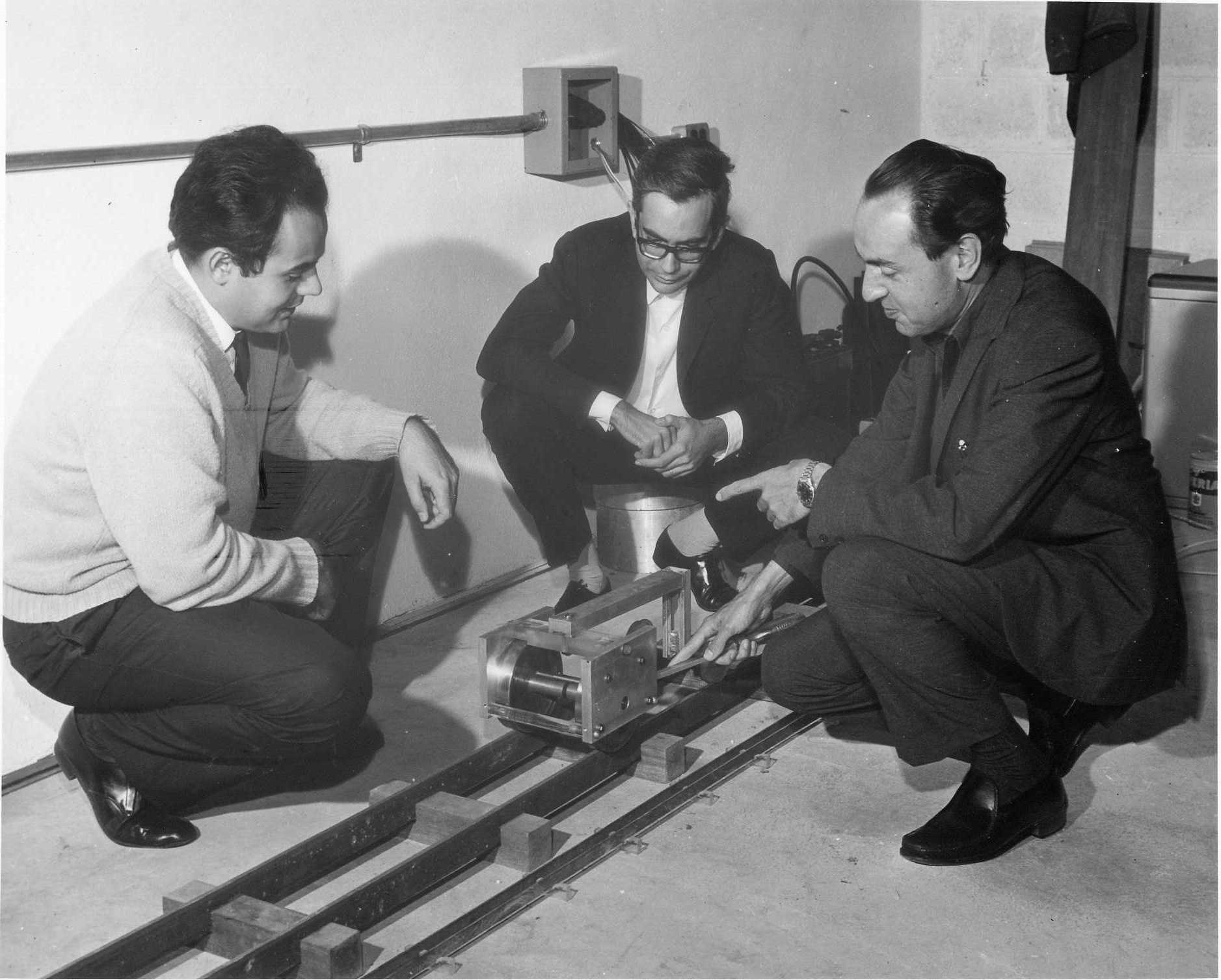
Máximo García Sucre, Alberto Serra Valls, Carlos Gago Bousquet

### Resum dels prototips a escala 1:10 del TELMAG
| | Prototip 1 (1971) |
| Aquesta primera versió va ser desenvolupada en el IVIC, va consistir en un motor de reluctància rotatiu que interaccionava amb una banda lineal ferromagnètica. | |
| | Prototip 2 (1976 – 1980) |
| Va ser el primer prototip desenvolupat en la Universitat dels Andes, es va descartar el motor rotatiu pel motor lineal. | |
| | Prototip 3 (1981 – 1984) |
| En aquest prototip es van realitzar millores principalment en el sistema de control. | |
| ] | Prototip 4 (1985 - 1987) |
| ] | Aquest prototip va ser presentat en diverses exposicions: INOVA 86, en CADAFE (1987) i al President de la República (Jaime Lusinchi) i els seus ministres al juny de 1987. La característica més important d'aquest prototip van ser el disseny del xassís, més rígid i lleuger que en el prototip anterior, i un controlador electrònic més sofisticat. |
| | Prototip 5 (1988 - 1991) |
| Després de 3 dècades de desenvolupament es va arribar al Prototip 6. Dissenyat i construït en la Universitat dels Andes amb la col·laboració de professors de la Facultat d'Enginyeria. A més del desenvolupament en el sistema de control (per Microprocessadors) i el xassís del vehicle, es va realitzar un gran progrés en el disseny del rail. | |
| | Prototip 6 (1992 – 2005) |
| Es va construir una via circular de 86m de perímetre per a proves a major velocitat. A més es van realitzar grans millores en el programa de control del Motor Lineal. | |
| | Prototip 7 (2006 - 2007) |
| A principis de l'any 2006, en la Comandància General de l'Exercit i posteriorment el Ministeri de la Defensa (Veneçuela), dirigits pel General en Jefe (Ej) Raúl Isaías Baduel, va decidir donar suport aquest projecte i proposar davant l'executiu nacional la construcció del tram Caracas – La Guaira. En aquest prototip es van realitzar millores a nivell dels vehicles, la via i el sistema de control van ser totalment dissenyats de nou. També es van construir 2 carrosseries noves, una plataforma de càrrega i un vagó cisterna, amb la finalitat de demostrar que el sistema a més de servir com transport de passatgers, també pot treballar com transport de càrrega. Es va realitzar una presentació l'aleshores president de Veneçuela, Hugo Rafael Chávez Frías el 28 desembre 2006 i a l'Assemblea Nacional de Veneçuela el 25 abril 2007. | |

## Seguretat
Des de fa molts anys s'ha demostrat que els Ferrocarrils són el sistema de transport més segur. Addicionalment els sistemes electromagnètics (igual que el TELMAG) presenten una característica de disseny envoltant del motor sobre la via, la qual cosa impossibilita el seu descarrilament, fent-los més segurs encara que els sistemes convencionals.

## Beneficis ambientals
Per anys, el ferrocarril ha estat el mitjà de transport més favorable al medi ambient, a més que ajuda al creixement econòmic, perquè les inversions que es fan en aquest tipus de transport amplien i estimulen el desenvolupament de noves tecnologies. En aquest sentit, i per a superar els problemes de congestió i contaminació del medi ambient, s'han de buscar sistemes de transport que compleixin amb factors tals com: seguretat, confort, baix consum d'energia i baix impacte ambiental.
El Tren Electromagnètic és un dels sistemes amigables amb l'ambient, degut al fet que és un sistema totalment elèctric, no és contaminant per no produir emanacions tòxiques. A més la seva via elevada i la seva capacitat de pujar forts pendents garanteixen un mínim impacte ambiental, fent-lo compatible amb les fràgils i importants ecologies, degut al fet que la seva intervenció en l'entorn és molt menor que la dels sistemes convencionals. Així mateix les emissions electromagnètiques que genera compleix amb els estàndards internacionals.